# Adam Johnson
Adam Johnson (Sunderland, 14 de julho de 1987) é um ex-futebolista inglês que atuava como meia.

## Carreira

### Middlesbrough, Leeds e Man City
Revelado pelo Middlesbrough, Johnson foi promovido aos profissionais para a temporada 2004–05, fazendo sua estreia em março do ano seguinte. Foi emprestado para Leeds e Watford durante sua passagem de quase seis anos no Middlesbrough, onde permaneceu até janeiro de 2010 quando foi contratado pelo Manchester City. Sua estreia pelo clube foi contra o Hull City em 6 de fevereiro de 2010.

### Sunderland
Em agosto de 2012 transferiu-se ao Sunderland por quatro temporadas.

## Prisão
Em março de 2015 foi preso pela polícia inglesa acusado de ter mantido relações sexuais com uma menor de idade. Foi suspenso da equipe até fim da investigação. Em março de 2016, foi condenado a seis anos de prisão.

## Títulos
Middlesbrough
- Copa da Liga Inglesa: 2003–04

Manchester City
- Copa da Inglaterra: 2010–11
- Campeonato Inglês: 2011–12
- Supercopa da Inglaterra: 2012